# Neomochtherus unctus
Neomochtherus unctus är en tvåvingeart som beskrevs av H. Oldroyd 1939. Neomochtherus unctus ingår i släktet Neomochtherus och familjen rovflugor.
Artens utbredningsområde är Kenya. Inga underarter finns listade i Catalogue of Life.